# Вайнек, Мартин
Ма́ртин Ва́йнек (нем. Martin Weinek; род. 30 июня 1964, Леобен, Австрия) — австрийский актёр театра и кино, известный по роли инспектора Фрица Кунца в телесериале «Комиссар Рекс».
В 1983—1986 Вайнек изучал актёрское мастерство под руководством профессора Йоста, затем играл в разных венских театрах. В кино дебютировал в эпизодической роли лифтёра в фильме «После сезона» (нем. Nachsaison).
Через год актёр принял участие в театральном фестивале в Реклингхаузене, где сыграл одну из главных ролей в спектакле Георга Миттендрайна Der Lechner Edi schaut ins Paradies по пьесе Юры Сойфера. Вайнек также снимается в фильме режиссёра Дитера Бернера «Мусоромания» в роли мусорщика.
В 1988—1989 Вайнек играет в театре имени Юры Сойфера в Вене, а также в других небольших труппах, где также выступает в роли режиссёра, постановщика, продюсера. Снявшись в 1989 году в сериале Calafati Joe, он получает место руководителя Гернальзерского театра в Вене. С 1999 года играет роль инспектора Кунца в телесериале «Комиссар Рекс», которая принесла ему мировую известность. Он также снимается в других фильмах.
В свободное от съёмок время актёр вместе с женой Евой занимается виноделием. Супруги владеют виноградником площадью в шесть гектаров неподалёку от Хайлигенбруна.

## Фильмография
- 1999 — 2009 — Комиссар Рекс (телесериал) — Фриц Кунц
- 2007 — 2010 — Розенхаймские копы — Сигги Лоос / Стефан Хилбингер
- 2020 — Фрейд — герр Лауритц